# Championnat de Formule 2 2012
Navigation
2011 2017
Le championnat FIA de Formule 2 2012 est la quatrième saison du Championnat de Formule 2 FIA et la vingt-deuxième saison du championnat européen de Formule 2.

## Réglementation
Les règlements techniques et sportifs de l'année dernière sont conservés.
Système de points
| Position         | Position         | Position         | Position         | Position         | Position         | Position         | Position         | Position         | Position         | Position |
| Nombre de points | Nombre de points | Nombre de points | Nombre de points | Nombre de points | Nombre de points | Nombre de points | Nombre de points | Nombre de points | Nombre de points |          |
| 1er              | 2e               | 3e               | 4e               | 5e               | 6e               | 7e               | 8e               | 9e               | 10e              |          |
| ---------------- | ---------------- | ---------------- | ---------------- | ---------------- | ---------------- | ---------------- | ---------------- | ---------------- | ---------------- | -------- |
| 25               | 18               | 15               | 12               | 10               | 8                | 6                | 4                | 2                | 1                |          |

Le système de points en 2012 est le système universel FIA, c'est-à-dire le système actuellement utilisé en Formule 1. Il est appliqué sur les 2 courses.

## Engagés
Les monoplaces utilisés lors de la saison 2012 sont conçues par Williams, de modèle JPH1-B et motorisées par Audi.
| No. | Pilotes              | Sponsor(s)                                   | Manches  |
| --- | -------------------- | -------------------------------------------- | -------- |
| 3   | Max Snegirev         | Klaxon/London School of Business and Finance | 2–5, 7-8 |
| 4   | Luciano Bacheta      | Comma/Trade Links                            | Toutes   |
| 5   | Parthiva Sureshwaren | LycaMobile                                   | 1–4      |
| 6   | Vittorio Ghirelli    |                                              | 4        |
| 7   | David Zhu            | KRC (Kang's Racing Company)                  | Toutes   |
| 8   | Plamen Kralev        | Bulgarian State/Kram Complex/BRP             | Toutes   |
| 9   | Mihai Marinescu      | Brasov/Visit Romania                         | Toutes   |
| 10  | Alex Fontana         | VFP/Teleticino/Lista Office                  | Toutes   |
| 11  | Kourosh Khani        | Tornado Racer/Sports Tracker                 | 1–2, 4–5 |
| 12  | Mathéo Tuscher       |                                              | Toutes   |
| 13  | José Luis Abadín     | Gadis/Ourensen/Anpian/Racing For Galicia     | 1        |
| 14  | Mauro Calamia        | Don Leone                                    | 1–6      |
| 15  | Victor Guerin        |                                              | 2        |
| 18  | Dino Zamparelli      | Vibe Energy Gum                              | Toutes   |
| 19  | Christopher Zanella  | Star Group/Sodecia                           | Toutes   |
| 20  | Daniel McKenzie (en) | Enghouse Interactive                         | Toutes   |
| 22  | Axcil Jefferies      | Afri-Hype/Visit Zimbabwe                     | 3–8      |
| 23  | Samuele Buttarelli   |                                              | 1        |
| 24  | Kevin Mirocha        | Polsat                                       | Toutes   |
| 27  | Markus Pommer        | Live-Strip.com                               | Toutes   |
| 33  | Harald Schlegelmilch | www.333.lv/JK 11/Baltic                      | 8        |
| 35  | Hector Hurst         | Seahorse International Sailing               | 1–6      |
| 51  | Richard Gonda        |                                              | 7        |

## Calendrier de la saison 2012
Excepté les manches de Silverstone, toutes les autres courses se font en support de l'International GT Open. Les courses du Red Bull Ring, de Magny-Cours et Barcelone sont supprimées du calendrier et sont remplacées par des manches au Circuit Paul Ricard, au Hungaroring et au Circuit de l'Algarve.
| Manche | Manche | Date         | Événement                      | Circuit                            | Lieu          | Pays       |
| ------ | ------ | ------------ | ------------------------------ | ---------------------------------- | ------------- | ---------- |
| 1      | C1     | 14 avril     | F2 Silverstone                 | Circuit de Silverstone             | Silverstone   | Angleterre |
| 1      | C2     | 15 avril     | F2 Silverstone                 | Circuit de Silverstone             | Silverstone   | Angleterre |
| 2      | C1     | 28 avril     | GT & F3 Open Algarve           | Autódromo Internacional do Algarve | Portimao      | Portugal   |
| 2      | C2     | 29 avril     | GT & F3 Open Algarve           | Autódromo Internacional do Algarve | Portimao      | Portugal   |
| 3      | C1     | 26 mai       | GT & F3 Open Nürburgring       | Nürburgring                        | Nürburg       | Allemagne  |
| 3      | C2     | 27 mai       | GT & F3 Open Nürburgring       | Nürburgring                        | Nürburg       | Allemagne  |
| 4      | C1     | 23 juin      | GT & F3 Open Spa-Francorchamps | Circuit de Spa-Francorchamps       | Francorchamps | Belgique   |
| 4      | C2     | 24 juin      | GT & F3 Open Spa-Francorchamps | Circuit de Spa-Francorchamps       | Francorchamps | Belgique   |
| 5      | C1     | 14 juillet   | GT & F3 Open Brands Hatch      | Circuit de Brands Hatch            | Longfield     | Angleterre |
| 5      | C2     | 15 juillet   | GT & F3 Open Brands Hatch      | Circuit de Brands Hatch            | Longfield     | Angleterre |
| 6      | C1     | 21 juillet   | GT & F3 Open Paul-Ricard       | Circuit Paul Ricard                | Le Castellet  | France     |
| 6      | C2     | 22 juillet   | GT & F3 Open Paul-Ricard       | Circuit Paul Ricard                | Le Castellet  | France     |
| 7      | C1     | 8 septembre  | GT & F3 Open Hungaroring       | Hungaroring                        | Mogyoród      | Hongrie    |
| 7      | C2     | 9 septembre  | GT & F3 Open Hungaroring       | Hungaroring                        | Mogyoród      | Hongrie    |
| 8      | C1     | 29 septembre | GT & F3 Open Monza             | Autodromo Nazionale Monza          | Monza         | Italie     |
| 8      | C2     | 30 septembre | GT & F3 Open Monza             | Autodromo Nazionale Monza          | Monza         | Italie     |

## Déroulement de la saison et faits marquants du championnat

### Manches de Silverstone
Dans la manche d'ouverture à Silverstone, la pole position a été réalisée par Matthéo Tuscher, le plus jeune pilote de la saison 2012 de la Formule 2. Lors du premier tour de la course d'ouverture, Tuscher est dépassé par Christopher Zanella. Zanella sera rejoint plus tard par Mihai Marinescu et Luciano Bacheta en tête de course, ce dernier remporte finalement la première course de la saison devant Zanella et un des nouveaux venus de la discipline, Alex Fontana. Lors de la deuxième course, Mihai Marinescu, auteur de la pole position, part de la première place de la grille, mais ne peut rien face à Bacheta qui signé un doublé à Silverstone. Fontana complète de nouveau le podium, derrière Marinescu.

### Manches de Portimao
Dans la foulée de son week-end parfait sur ses terres, Luciano Bacheta enchaine les victoires en remportant les deux courses de Portimao. Matthéo Tuscher monte sur la deuxième marche du podium également lors des deux courses, la troisième détenue lors de la première course par Kevin Mirocha, tandis que Markus Pommer s'est emparé de la troisième place lors de la deuxième manche.

## Résultats
| Manche | Manche | Meeting                        | Pole Position       | Meilleur tour       | Pilote vainqueur    |
| ------ | ------ | ------------------------------ | ------------------- | ------------------- | ------------------- |
| 1      | C1     | F2 Silverstone                 | Mathéo Tuscher      | Mihai Marinescu     | Luciano Bacheta     |
| 1      | C2     | F2 Silverstone                 | Mihai Marinescu     | Luciano Bacheta     | Luciano Bacheta     |
| 2      | C1     | GT & F3 Open Algarve           | Luciano Bacheta     | Mathéo Tuscher      | Luciano Bacheta     |
| 2      | C2     | GT & F3 Open Algarve           | Mathéo Tuscher      | Luciano Bacheta     | Luciano Bacheta     |
| 3      | C1     | GT & F3 Open Nürburgring       | Mihai Marinescu     | Mihai Marinescu     | Mihai Marinescu     |
| 3      | C2     | GT & F3 Open Nürburgring       | Christopher Zanella | Christopher Zanella | Christopher Zanella |
| 4      | C1     | GT & F3 Open Spa-Francorchamps | Markus Pommer       | Markus Pommer       | Markus Pommer       |
| 4      | C2     | GT & F3 Open Spa-Francorchamps | Luciano Bacheta     | Luciano Bacheta     | Luciano Bacheta     |
| 5      | C1     | GT & F3 Open Brands Hatch      | Luciano Bacheta     | Mihai Marinescu     | Kevin Mirocha       |
| 5      | C2     | GT & F3 Open Brands Hatch      | Mihai Marinescu     | Christopher Zanella | Mihai Marinescu     |
| 6      | C1     | GT & F3 Open Paul Ricard       | Mathéo Tuscher      | Christopher Zanella | Mathéo Tuscher      |
| 6      | C2     | GT & F3 Open Paul Ricard       | Markus Pommer       | Luciano Bacheta     | Markus Pommer       |
| 7      | C1     | GT & F3 Open Hungaroring       | Kevin Mirocha       | Alex Fontana        | Alex Fontana        |
| 7      | C2     | GT & F3 Open Hungaroring       | Markus Pommer       | Markus Pommer       | Markus Pommer       |
| 8      | C1     | GT & F3 Open Monza             | Mathéo Tuscher      | Christopher Zanella | Mathéo Tuscher      |
| 8      | C2     | GT & F3 Open Monza             | Markus Pommer       | Luciano Bacheta     | Christopher Zanella |

## Classement
| Pos. | Pilote               | SIL | SIL | ALG | ALG | NÜR | NÜR | SPA | SPA | BRH | BRH | LEC | LEC | HUN | HUN | MON | MON | Points |
| ---- | -------------------- | --- | --- | --- | --- | --- | --- | --- | --- | --- | --- | --- | --- | --- | --- | --- | --- | ------ |
| 1    | Luciano Bacheta      | 1   | 1   | 1   | 1   | 2   | 6   | Ret | 1   | 3   | 6   | 2   | 5   | 3   | 8   | 4   | 3   | 231.5  |
| 2    | Mathéo Tuscher       | 6   | 5   | 2   | 2   | 5   | 3   | 3   | 8   | 2   | Ret | 1   | 2   | Ret | 2   | 1   | 5   | 210    |
| 3    | Christopher Zanella  | 2   | 8   | 6   | 4   | 3   | 1   | 5   | 4   | 6   | 2   | 8   | 3   | 5   | 6   | 2   | 1   | 196    |
| 4    | Markus Pommer        | 8   | 7   | 4   | 3   | 9   | 4   | 1   | 2   | 5   | 5   | 5   | 1   | NC  | 1   | 8   | 14  | 169    |
| 5    | Mihai Marinescu      | 4   | 2   | 10  | Ret | 1   | 2   | 4   | 12  | 4   | 1   | 7   | 7   | Ret | 7   | 6   | 4   | 161    |
| 6    | Kevin Mirocha        | 12  | 11  | 3   | 8   | 4   | 10  | Ret | 3   | 1   | 4   | 6   | 4   | 2   | 4   | 3   | 2   | 159.5  |
| 7    | Alex Fontana         | 3   | 3   | 7   | 10  | 6   | 5   | 8   | 5   | Ret | 7   | 14  | Ret | 1   | 5   | 9   | 6   | 115    |
| 8    | Dino Zamparelli      | 9   | 6   | 8   | 5   | 13  | 7   | 7   | 10  | Ret | 3   | 4   | 6   | 6   | 3   | 7   | 7   | 106.5  |
| 9    | Daniel McKenzie (en) | 5   | 4   | 13  | 6   | 8   | 8   | 2   | 18  | 10  | 8   | 3   | 8   | 4   | 9   | 11  | 10  | 95     |
| 10   | Hector Hurst         | 7   | 10  | 9   | 7   | 10  | 11  | 9   | 9   | 7   | 12  | 9   | Ret | Ret | 14  | Ret | Ret | 27     |
| 11   | David Zhu            | 11  | 9   | 5   | 12  | 7   | 9   | 10  | 13  | Ret | 13  | 13  | 12  | 10  | 11  | 12  | 11  | 22     |
| 12   | Axcil Jefferies      |     |     |     |     | 14  | DNS | Ret | 7   | 8   | 9   | 10  | 10  | Ret | 10  | 10  | 8   | 17     |
| 13   | Harald Schlegelmilch |     |     |     |     |     |     |     |     |     |     |     |     |     |     | 5   | 9   | 12     |
| 14   | Vittorio Ghirelli    |     |     |     |     |     |     | 6   | 6   |     |     |     |     |     |     |     |     | 12     |
| 15   | Max Snegirev         |     |     | 17  | 15  | Ret | 14  | Ret | 16  | Ret | 14  |     |     | 7   | 15  | 14  | 12  | 6      |
| 16   | Richard Gonda        |     |     |     |     |     |     |     |     |     |     |     |     | 8   | 12  |     |     | 4      |
| 17   | Plamen Kralev        | 15  | 15  | 15  | 13  | 11  | DNS | 13  | 17  | 11  | Ret | 12  | 9   | 9   | 13  | 13  | 13  | 4      |
| 18   | Mauro Calamia        | 14  | 12  | 12  | 11  | 15  | 13  | 12  | 14  | 9   | 11  | 11  | 11  |     |     |     |     | 2      |
| 19   | Victor Guerin        |     |     | 11  | 9   |     |     |     |     |     |     |     |     |     |     |     |     | 2      |
| 20   | Kourosh Khani        | 10  | 13  | 14  | Ret |     |     | Ret | 15  | Ret | 10  |     |     |     |     |     |     | 2      |
| 21   | Parthiva Sureshwaren | 16  | 14  | 16  | 14  | 12  | 12  | 11  | 11  |     |     |     |     |     |     |     |     | 0      |
| 22   | José Luis Abadín     | 13  | 16  |     |     |     |     |     |     |     |     |     |     |     |     |     |     | 0      |
|      | Samuele Buttarelli   | Ret | Ret |     |     |     |     |     |     |     |     |     |     |     |     |     |     | 0      |

- La moitié des points a été accordée lors de la 2e manche de Spa.